# 光塩幼稚園
光塩幼稚園（こうえんようちえん）は、東京都杉並区高円寺南5丁目にある私立の共学幼稚園である。
2024年4月1日、共学である実態に名称を合わせるため、光塩女子学院幼稚園から光塩幼稚園に改称した。同時に、光塩女子学院日野幼稚園も光塩日野幼稚園に改称している。

## 概要
創立は、メルセス宣教修道女会の修道女・マドレ・マルガリタが、1931年（昭和6年）に設立した光塩学院女学校にはじまる。姉妹校として、山口県萩市に萩光塩学院がある。

## 校是
「人は誰でも、ありのままで神から愛されており、一人一人はそのままで世を照らす光であり、地に味をつける塩である」

## 沿革
- 1931年 - 光塩女学校を開校

ベリス・メルセス宣教修道女会の会章。光塩女子学院の校章にもそのまま採用されている。

- 1947年 - 光塩女子学院と改称し、高等科・中等科・初等科を設置
- 1955年 - 光塩女子学院幼稚園を開園
- 1968年 - 日野幼稚園を開園
- 2001年 - 創立70周年を迎える
- 2024年 - 光塩女子学院幼稚園を光塩幼稚園に[1]、光塩女子学院日野幼稚園を光塩日野幼稚園にそれぞれ改称[2]

## 制服
- 冬服: 女子はブレザーに白ソックス、男子はブレザー、半ズボン、白ソックス
- 夏服: 女子はジャンパースカートに白ソックス、男子はショートオールに白ソックス

## 校則
- 携帯電話およびiPodなどの持ち込み禁止

## アクセス
- 東京メトロ丸ノ内線東高円寺駅から徒歩5分[4]。
- JR中央線中野駅から徒歩10分[4]。